# Numanoïta
La numanoïta és un mineral de la classe dels borats. Rep el seu nom del Dr. Tadayuki Numano (1931-2001) de la Universitat d'Okayama (Japó).

## Característiques
La numanoïta és un borat de fórmula química Ca₄CuB₄O₆(CO₃)₂(OH)₆. Va ser aprovada com a espècie vàlida per l'Associació Mineralògica Internacional l'any 2005. Cristal·litza en el sistema monoclínic. La seva duresa a l'escala de Mohs és 4,5. És l'anàleg amb coure dominant de la borcarita, amb el qual forma una sèrie parcial.
Segons la classificació de Nickel-Strunz, la numanoïta pertany a «06.DA: Nesotetraborats» juntament amb els següents minerals: bòrax, tincalconita, hungchaoïta, fedorovskita, roweïta, hidroclorborita, uralborita, borcarita i fontarnauïta.

## Formació i jaciments
Es troba en skarns de calci-silicat baix en ferro que conté borats. Va ser descoberta a la mina Fuka, a la prefectura d'Okayama, regió de Chugoku (Honshū, Japó). Sol trobar-se associada a altres minerals com: nifontovita, calcita, bultfonteinita i borcarita.